# Brycon vermelha
Brycon vermelha är en fiskart som beskrevs av Lima och Castro 2000. Brycon vermelha ingår i släktet Brycon och familjen Characidae. Inga underarter finns listade.